# Lista över fornlämningar i Gnesta kommun (Kattnäs)
Lista över fornlämningar i Gnesta kommun (Kattnäs) är en förteckning av ett urval av de fornlämningar som finns i Kattnäs i Gnesta kommun.
| Namn                | Lämningstyp                      | Tillkomsttid | Historisk indelning   | Plats         | Läge                 | ID-nr          | Bild                                      |
| ------------------- | -------------------------------- | ------------ | --------------------- | ------------- | -------------------- | -------------- | ----------------------------------------- |
| Sö 16 (Kattnäs 1:1) | Runristning                      |              | Kattnäs, Södermanland | Kattnäs kyrka | 59.080416, 17.295364 | 10034000010001 | Ladda upp en till bild av detta fornminne |
| Kattnäs 2:1         | Gravfält                         |              | Kattnäs, Södermanland |               | 59.078970, 17.290664 | 10034000020001 | Ladda upp en bild av detta fornminne      |
| Kattnäs 8:1         | Stenkrets                        |              | Kattnäs, Södermanland |               | 59.096386, 17.264581 | 10034000080001 | Ladda upp en bild av detta fornminne      |
| Kattnäs 9:1         | Gravfält                         |              | Kattnäs, Södermanland |               | 59.079080, 17.286955 | 10034000090001 | Ladda upp en bild av detta fornminne      |
| Kattnäs 12:1        | Stensättning                     |              | Kattnäs, Södermanland |               | 59.080211, 17.283860 | 10034000120001 | Ladda upp en bild av detta fornminne      |
| Kattnäs 14:1        | Hög                              |              | Kattnäs, Södermanland |               | 59.080115, 17.279094 | 10034000140001 | Ladda upp en bild av detta fornminne      |
| Kattnäs 14:2        | Hög                              |              | Kattnäs, Södermanland |               | 59.080012, 17.278840 | 10034000140002 | Ladda upp en bild av detta fornminne      |
| Kattnäs 14:3        | Stensättning                     |              | Kattnäs, Södermanland |               | 59.080244, 17.278873 | 10034000140003 | Ladda upp en bild av detta fornminne      |
| Kattnäs 15:1        | Hög                              |              | Kattnäs, Södermanland |               | 59.082215, 17.250939 | 10034000150001 | Ladda upp en bild av detta fornminne      |
| Kattnäs 15:2        | Hög                              |              | Kattnäs, Södermanland |               | 59.082075, 17.251143 | 10034000150002 | Ladda upp en bild av detta fornminne      |
| Kattnäs 17:1        | Hög                              |              | Kattnäs, Södermanland |               | 59.079829, 17.254096 | 10034000170001 | Ladda upp en bild av detta fornminne      |
| Kattnäs 17:2        | Hög                              |              | Kattnäs, Södermanland |               | 59.079704, 17.254373 | 10034000170002 | Ladda upp en bild av detta fornminne      |
| Kattnäs 18:1        | Gravfält                         |              | Kattnäs, Södermanland |               | 59.080551, 17.248410 | 10034000180001 | Ladda upp en bild av detta fornminne      |
| Kattnäs 20:1        | Stensättning                     |              | Kattnäs, Södermanland |               | 59.080779, 17.261221 | 10034000200001 | Ladda upp en bild av detta fornminne      |
| Kattnäs 20:2        | Stensättning                     |              | Kattnäs, Södermanland |               | 59.080618, 17.261388 | 10034000200002 | Ladda upp en bild av detta fornminne      |
| Kattnäs 20:3        | Stensättning                     |              | Kattnäs, Södermanland |               | 59.081059, 17.261372 | 10034000200003 | Ladda upp en bild av detta fornminne      |
| Kattnäs 20:4        | Stensättning                     |              | Kattnäs, Södermanland |               | 59.081040, 17.261525 | 10034000200004 | Ladda upp en bild av detta fornminne      |
| Kattnäs 22:1        | Röse                             |              | Kattnäs, Södermanland |               | 59.074069, 17.255055 | 10034000220001 | Ladda upp en bild av detta fornminne      |
| Kattnäs 24:1        | Gravfält                         |              | Kattnäs, Södermanland |               | 59.079425, 17.253968 | 10034000240001 | Ladda upp en bild av detta fornminne      |
| Kattnäs 25:1        | Gravfält                         |              | Kattnäs, Södermanland |               | 59.082779, 17.271283 | 10034000250001 | Ladda upp en bild av detta fornminne      |
| Kattnäs 26:1        | Stensättning                     |              | Kattnäs, Södermanland |               | 59.085407, 17.252667 | 10034000260001 | Ladda upp en bild av detta fornminne      |
| Kattnäs 27:1        | Stensättning                     |              | Kattnäs, Södermanland |               | 59.084070, 17.273083 | 10034000270001 | Ladda upp en bild av detta fornminne      |
| Kattnäs 28:1        | Stensättning                     |              | Kattnäs, Södermanland |               | 59.093741, 17.258831 | 10034000280001 | Ladda upp en bild av detta fornminne      |
| Kattnäs 28:2        | Stensättning                     |              | Kattnäs, Södermanland |               | 59.093568, 17.258287 | 10034000280002 | Ladda upp en bild av detta fornminne      |
| Kattnäs 28:3        | Stensättning                     |              | Kattnäs, Södermanland |               | 59.093603, 17.258040 | 10034000280003 | Ladda upp en bild av detta fornminne      |
| Kattnäs 28:4        | Stensättning                     |              | Kattnäs, Södermanland |               | 59.093653, 17.257852 | 10034000280004 | Ladda upp en bild av detta fornminne      |
| Kattnäs 28:5        | Stensättning                     |              | Kattnäs, Södermanland |               | 59.093533, 17.257855 | 10034000280005 | Ladda upp en bild av detta fornminne      |
| Kattnäs 29:1        | Stensättning                     |              | Kattnäs, Södermanland |               | 59.095359, 17.260617 | 10034000290001 | Ladda upp en bild av detta fornminne      |
| Kattnäs 29:2        | Stensättning                     |              | Kattnäs, Södermanland |               | 59.095206, 17.260541 | 10034000290002 | Ladda upp en bild av detta fornminne      |
| Kattnäs 30:1        | Stensättning                     |              | Kattnäs, Södermanland |               | 59.098458, 17.266165 | 10034000300001 | Ladda upp en bild av detta fornminne      |
| Kattnäs 31:1        | Stensättning                     |              | Kattnäs, Södermanland |               | 59.099484, 17.267712 | 10034000310001 | Ladda upp en bild av detta fornminne      |
| Kattnäs 33:1        | Stensättning                     |              | Kattnäs, Södermanland |               | 59.101872, 17.275190 | 10034000330001 | Ladda upp en bild av detta fornminne      |
| Kattnäs 34:1        | Stensättning                     |              | Kattnäs, Södermanland |               | 59.101281, 17.277930 | 10034000340001 | Ladda upp en bild av detta fornminne      |
| Kattnäs 35:1        | Stensättning                     |              | Kattnäs, Södermanland |               | 59.098798, 17.278435 | 10034000350001 | Ladda upp en bild av detta fornminne      |
| Kattnäs 36:1        | Gravfält                         |              | Kattnäs, Södermanland |               | 59.093035, 17.274634 | 10034000360001 | Ladda upp en bild av detta fornminne      |
| Kattnäs 37:1        | Stensättning                     |              | Kattnäs, Södermanland |               | 59.094588, 17.275168 | 10034000370001 | Ladda upp en bild av detta fornminne      |
| Kattnäs 38:1        | Hög                              |              | Kattnäs, Södermanland |               | 59.096699, 17.263358 | 10034000380001 | Ladda upp en bild av detta fornminne      |
| Kattnäs 38:2        | Stensättning                     |              | Kattnäs, Södermanland |               | 59.096399, 17.262984 | 10034000380002 | Ladda upp en bild av detta fornminne      |
| Kattnäs 39:1        | Gravfält                         |              | Kattnäs, Södermanland |               | 59.105502, 17.258227 | 10034000390001 | Ladda upp en bild av detta fornminne      |
| Kattnäs 40:1        | Gravfält                         |              | Kattnäs, Södermanland |               | 59.101313, 17.236330 | 10034000400001 | Ladda upp en bild av detta fornminne      |
| Kattnäs 41:1        | Hög                              |              | Kattnäs, Södermanland |               | 59.102606, 17.239914 | 10034000410001 | Ladda upp en bild av detta fornminne      |
| Kattnäs 41:2        | Hög                              |              | Kattnäs, Södermanland |               | 59.102330, 17.240029 | 10034000410002 | Ladda upp en bild av detta fornminne      |
| Kattnäs 41:3        | Hög                              |              | Kattnäs, Södermanland |               | 59.102091, 17.240029 | 10034000410003 | Ladda upp en bild av detta fornminne      |
| Kattnäs 42:1        | Gravfält                         |              | Kattnäs, Södermanland |               | 59.098032, 17.237779 | 10034000420001 | Ladda upp en bild av detta fornminne      |
| Kattnäs 43:1        | Gravfält                         |              | Kattnäs, Södermanland |               | 59.097761, 17.239655 | 10034000430001 | Ladda upp en bild av detta fornminne      |
| Kattnäs 44:1        | Hög                              |              | Kattnäs, Södermanland |               | 59.095479, 17.244297 | 10034000440001 | Ladda upp en bild av detta fornminne      |
| Kattnäs 44:2        | Hög                              |              | Kattnäs, Södermanland |               | 59.095125, 17.244906 | 10034000440002 | Ladda upp en bild av detta fornminne      |
| Kattnäs 45:1        | Stensättning                     |              | Kattnäs, Södermanland |               | 59.101349, 17.238773 | 10034000450001 | Ladda upp en bild av detta fornminne      |
| Kattnäs 45:2        | Stensättning                     |              | Kattnäs, Södermanland |               | 59.101411, 17.238449 | 10034000450002 | Ladda upp en bild av detta fornminne      |
| Kattnäs 46:1        | Stensättning                     |              | Kattnäs, Södermanland |               | 59.098063, 17.277841 | 10034000460001 | Ladda upp en bild av detta fornminne      |
| Kattnäs 47:1        | Hällristning                     |              | Kattnäs, Södermanland |               | 59.079482, 17.262782 | 10034000470001 | Ladda upp en bild av detta fornminne      |
| Kattnäs 55:1        | Hällristning                     |              | Kattnäs, Södermanland |               | 59.095294, 17.250453 | 10034000550001 | Ladda upp en bild av detta fornminne      |
| Kattnäs 56:1        | Hällristning                     |              | Kattnäs, Södermanland |               | 59.093733, 17.280727 | 10034000560001 | Ladda upp en bild av detta fornminne      |
| Kattnäs 59:1        | Stensättning                     |              | Kattnäs, Södermanland |               | 59.094207, 17.259656 | 10034000590001 | Ladda upp en bild av detta fornminne      |
| Kattnäs 59:2        | Husgrund, förhistorisk/medeltida |              | Kattnäs, Södermanland |               | 59.093898, 17.259463 | 10034000590002 | Ladda upp en bild av detta fornminne      |
| Kattnäs 59:3        | Husgrund, förhistorisk/medeltida |              | Kattnäs, Södermanland |               | 59.093720, 17.259687 | 10034000590003 | Ladda upp en bild av detta fornminne      |
| Kattnäs 60:1        | Husgrund, förhistorisk/medeltida |              | Kattnäs, Södermanland |               | 59.096405, 17.263574 | 10034000600001 | Ladda upp en bild av detta fornminne      |
| Kattnäs 67:1        | Stensättning                     |              | Kattnäs, Södermanland |               | 59.101576, 17.277296 | 10034000670001 | Ladda upp en bild av detta fornminne      |
| Kattnäs 71:1        | Hällristning                     |              | Kattnäs, Södermanland |               | 59.079113, 17.277574 | 10034000710001 | Ladda upp en bild av detta fornminne      |
| Kattnäs 71:2        | Hällristning                     |              | Kattnäs, Södermanland |               | 59.079152, 17.277499 | 10034000710002 | Ladda upp en bild av detta fornminne      |
| Kattnäs 72:1        | Hällristning                     |              | Kattnäs, Södermanland |               | 59.080316, 17.276766 | 10034000720001 | Ladda upp en bild av detta fornminne      |
| Kattnäs 72:2        | Hällristning                     |              | Kattnäs, Södermanland |               | 59.080276, 17.276246 | 10034000720002 | Ladda upp en bild av detta fornminne      |
| Kattnäs 72:3        | Hällristning                     |              | Kattnäs, Södermanland |               | 59.080277, 17.276246 | 10034000720003 | Ladda upp en bild av detta fornminne      |